# Synagogue de Westend de Francfort-sur-le-Main
La synagogue de Westend (Westendsynagoge en allemand), construite entre 1908 et 1910, est la plus grande synagogue de Francfort-sur-le-Main et le centre spirituel de la vie communautaire juive de la ville. Comme les quatre autres grandes synagogues de la ville, elle a subi de très graves dommages dus aux pogroms de la Nuit de Cristal de novembre 1938 et aux attaques aériennes durant la Seconde Guerre mondiale. Jusqu'à la fin de la vie juive à Francfort au temps du national-socialisme, elle servait comme maison de Dieu pour l'aile réformatrice libérale de la communauté. Après une rénovation provisoire elle était de nouveau inaugurée en 1950, puis restaurée de 1989 à 1994 conformément à l'original.

## Historique

### Avant la Seconde Guerre mondiale
Après la résiliation en 1806 de la contrainte pour les Juifs de Francfort de vivre dans un ghetto, les Juifs les plus aisés quittent l'ancienne Judengasse (la ruelle aux Juifs) aux conditions d'habitation totalement insalubres. Beaucoup s'établissent d'abord dans le centre-ville et dans l'Ostend, puis dès 1860, plusieurs déménagent vers le Westend, le nouveau quartier de la bourgeoisie libérale.
En 1908 la construction d'une synagogue commence à l'intersection de la Freiherr-vom-Stein-Strasse et de l'Altkönigstrasse. L'architecte Franz Roeckle chargé de la construction, conçoit des plans de style Jugendstil (art nouveau) avec réminiscence égypto-assyrienne. La synagogue avec sa coupole si représentative est inaugurée le 28 septembre 1910. C'est la quatrième grande synagogue de Francfort et la première en dehors des remparts historiques de la ville. À la différence des synagogues orthodoxes où les femmes n'ont accès qu'aux galeries supérieures, la grande salle est accessible de la même manière aux hommes et aux femmes. Les hommes occupent les rangées de sièges à droite de la synagogue et les femmes à gauche, de façon à assurer la séparation des sexes. Avec la galerie, plus de 1 600 fidèles peuvent assister aux offices. À Francfort, seule la synagogue strictement orthodoxe de la place Friedberger la dépasse en grandeur.    
À l'angle de la synagogue, le long de la Freiherr-vom-Stein-Strasse se trouve un petit bâtiment à un étage qui entoure une petite cour intérieure. Ce petit bâtiment comprend une petite synagogue pour les jours ouvrables, des bureaux administratifs, des salles de réunion ainsi que les logements du concierge et du rabbin.
Dans la nuit du 9 au 10 novembre 1938, pendant les pogroms de la Nuit de Cristal, une petite troupe d'hommes des SA pénètrent de force dans la synagogue malgré la résistance du concierge, qui est chrétien, et y mettent le feu. Les pompiers accourus éteignent rapidement l'incendie afin d'éviter qu'il se propage aux bâtiments voisins. Les autres synagogues de Francfort sont détruites par le feu pendant cette nuit-là. La synagogue de Westend reste la seule encore debout, malgré de gros dégâts intérieurs et à sa toiture qui la rendent inutilisable.

### Destruction de la communauté juive
Immédiatement après cet incendie, la terreur se poursuit contre la communauté juive. Le rabbin libéral de la synagogue de Westend, Georg Salzberger, est arrêté et envoyé au camp de concentration de Dachau. Il est libéré en avril 1939, et réussit à fuir en Angleterre, où il devient le rabbin de la communauté juive germanophone de Londres.
Dans l'accord dit du 3 avril 1939 imposé à la communauté juive de Francfort, celle-ci est contrainte de vendre tous ses actifs immobiliers à la ville de Francfort à un prix considérablement inférieur à leur valeur. Les frais de démolition des synagogues détruites dont les ruines avaient déjà été éliminées en janvier 1939, sont supportés par la communauté juive et déduits du prix de la vente.
La synagogue de Westend à peine endommagée extérieurement reste épargnée de la démolition après sa vente obligatoire à la municipalité. Pendant la Seconde Guerre mondiale, elle sert de lieu de stockage pour les meubles des citoyens de Francfort sinistrés ainsi que comme entrepôt pour le matériel de l'Opéra de Francfort. En mars 1944, lors d'une attaque aérienne, elle est atteinte par des bombes, et considérablement endommagée.
Entre octobre 1941 et septembre 1942, plus de 10 000 Juifs restés à Francfort sont déportés dans 10 convois, pour la plupart vers les camps de Theresienstadt ou de Majdanek. Après le dernier transport, il reste moins de 300 Juifs répertoriés dans la ville, pour la plupart issus de mariages mixtes ou employés de la Reichsvereinigung der Juden in Deutschland (Députation du Reich des Juifs en Allemagne) et effectuant des travaux forcés. Moins de deux semaines avant l'arrivée à Francfort des troupes américaines le 26 mars 1945, un convoi de 300 juifs de la ville et de ses environs, quittait Francfort pour les camps de déportation.
Seuls 400 juifs de Francfort sur plus de 11 000 déportés, sont encore en vie à la libération des camps de concentration. À Francfort même, il ne reste qu'environ 160 Juifs à la fin de la guerre.

### La nouvelle communauté juive
Dès la fin de la guerre, la nouvelle municipalité mise en place par l'armée américaine crée le Conseil juif de la ville de Francfort-sur-le-Main chargé de s'occuper des survivants. Dans les quelques mois qui suivent, 400 survivants retournent à Francfort et le 12 septembre 1945 (5. Tishri 5706 d'après le calendrier juif), le premier office est célébré dans la synagogue de Westend grandement endommagé. Le sermon est tenu par le rabbin Leopold Neuhaus, le dernier rabbin de Francfort de 1939 jusqu'à 1942 qui a miraculeusement survécu à la guerre dans le camp de concentration de Theresienstadt.
Beaucoup de membres de la communauté juive nouvellement fondée, y compris le rabbin Neuhaus, émigrent au cours des années suivantes en Amérique ou en Israël. En même temps plus de 5 000 personnes déplacées, en provenance de l'Europe de l'Est, arrivent jusqu'en 1949 à Francfort. Ce sont principalement d'anciens déportés qui ne peuvent ou ne veulent pas retourner dans leur patrie et sont provisoirement hébergés par l'armée américaine dans un camp de personnes déplacées à Zeilsheim dans la banlieue de Francfort. Certains ne vont pas émigrer et vont rester à Francfort. Ils forment le noyau de la nouvelle communauté juive de Francfort qui compte en 1949 plus de 2 000 personnes.
Le 6 septembre 1950 a lieu l'inauguration de la synagogue reconstruite. Pour l'inauguration, le chœur de la synagogue de Paris est présent, et l'ancien rabbin de la synagogue de Westend, Georg Salzberger qui vit dorénavant à Londres, fait une allocution dans laquelle il donne un aperçu de la vie juive à Francfort avant l'holocauste aux nombreux Juifs non originaires de Francfort. Le discours de consécration est prononcé par le rabbin du Land de Hesse et de la communauté de Francfort, Wilhelm Weinberg successeur du rabbin Neuhaus à Francfort.
Pour l'aménagement intérieur de la synagogue, l'ancienne magnificence des années d'avant-guerre a cédé la place à la sobriété des années cinquante. Les architectes choisis pour la reconstruction sont Max Kemper et Werner Hebebrandt. La direction des travaux est confiée à Hans Leistikow qui crée aussi de nouvelles fenêtres de verre. Beaucoup de mesures de rénovation restent alors provisoires, car, d'une part, quelques années après la fin de la guerre l'argent manque dans la ville massivement détruite et d'autre part, peu de gens à l'époque croit encore en l'avenir d'une communauté juive à Francfort après l'holocauste.
Ce n'est qu'à la fin des années quatre-vingt qu'une rénovation globale de la synagogue est entreprise. Quand, contre toute attente, après nettoyage et retrait des anciens coffrages provenant de la reconstruction d'après guerre, beaucoup d'éléments de la construction originale apparaissent, la décision est prise  de procéder à une reconstruction historiquement exacte. Le coût de la reconstruction s'élèvent à 8,5 millions de marks et sont partagés entre l'État allemand, le land de Hesse, la ville de Francfort et la communauté juive. Le 29 août 1994 les travaux de réparation sont solennellement terminés.